# Vassil Kazandjiev
Vassil Ivanov Kazandjiev (født 10. september 1934 i Rousse, Bulgarien) er en bulgarsk komponist, pianist, lærer og dirigent.
Kazandjiev studerede komposition og direktion på Det Statslige Musikkonservatorium i Sofia hos Pancho Vladigerov, og tog afgangseksamen (1957). Han har skrevet 7 symfonier, orkesterværker, kammermusik, korværker og filmmusik etc.

## Udvalgte værker
- Symfoni nr. 1 "Symfoni af hymner" (1959) - for orkester
- Symfoni nr. 2 "Stemplet symfoni (1963) - for strygerorkester
- Symfoni nr. 3 "Til minde om min far" (1983) - for orkester
- Symfoni nr. 4 "Nirvana" (1984) - for orkester
- Symfoni nr. 5 "Evig lys" (2006) - for orkester
- Symfoni nr. 6 "Kaskader" (201?) - for orkester
- Symfoni nr. 7 Dedikeret til Angel og Guerguan Tsenov (2018) - for orkester
- "Dommedag" (1973) - for orkester
- "Belysning" (1980) - for orkester
- Underholdning (1957) -  for orkester
- "Billeder fra Bulgarien" (1971) - for strygerorkester
- Trompetkoncert (1955) - for trompet og orkester
- 4 Strygerkvartetter (1966, 1970-1972, 2000, 2010)